# Hypérion (mythologie)
Pour les articles homonymes, voir Hypérion.
Dans la mythologie grecque, Hypérion (en grec ancien Ὑπερίων / Huperíôn, « celui qui est au-dessus ») est un Titan, fils d'Ouranos (le Ciel) et de Gaïa (la Terre).

## Mythe
Selon Hésiode, il épouse Théia, sa sœur, dont il a trois enfants : Hélios (le Soleil), Séléné (la Lune) et Éos (l'Aurore). Hypérion est alors le « Soleil au zénith, celui qui est au-dessus ». Il représente le feu du Soleil et devient par conséquent l'équivalent d'un dieu primordial, comme son frère aîné, Océan (Hésiode, Théogonie).
Une autre tradition, rapportée par Diodore de Sicile et d'origine évhémériste, fait d'Hypérion un simple mortel, devenu roi des Atlantes par son mariage avec sa sœur Basilée (la Royale), fille aînée d'Ouranos et de Titéia (Gaïa). Jaloux de la beauté et de la vertu des enfants d'Hypérion, ses frères les Titans, alors considérés eux aussi comme de simples mortels, conspirant entre eux, conviennent de tuer ce dernier et de noyer le jeune Hélios dans les eaux du fleuve Éridan. Apprenant l'assassinat de son frère, Séléné se précipite du haut de son palais de verre, et Basilée, ayant perdu la raison, se met à errer dans les campagnes atlantes. Elle-même disparaît de la surface terrestre après avoir appris qu'Hélios et Séléné ont été portés au nombre des divinités, le premier en tant que dieu du Soleil, la seconde en tant que déesse de la Lune (Diodore de Sicile, livre III consacré aux Atlantes).
Chez Homère et chez d'autres poètes antérieurs à Hésiode, Hypérion est assimilé au Soleil lui-même. Son épouse se nomme alors Euryphaessa.

### Sources antiques
- Diodore de Sicile, Bibliothèque historique [détail des éditions] [lire en ligne].
- Hésiode, Théogonie [détail des éditions] [lire en ligne].
- Homère, Iliade [détail des éditions] [lire en ligne].